# Alice Belaïdi
Alice Belaïdi, es una actriz de comedia francesa nacida el 18 de marzo de 1987 en Nimes.

## Biografía

### Juventud y revelación sobre la escena
Alice Belaïdi nació de un padre albañil de origen argelino instalado en Aviñón, y de una madre francesa, directora de un centro cultural. Es la menor de una familia de tres niñas. Comenzó en el teatro cuando tenía 12 años. De 1999 a 2003, frecuenta los talleres de práctica teatral del teatro del Roble Negro en Aviñón donde es alumna de Raymond Vinciguerra. Desde su primero año, Gérard Congelaste, el director del teatro del Roble Negro, la ficha. A partir de 2003, Alice encadena papeles en múltiples piezas de teatro.
Fue escogida para interpretar el papel de Jbara en la adaptación teatral de la primera novela de Saphia Azzeddine, Confidencias a Allah. La pieza, puesta en escena por Gérard Congelaste, se estrenó en el Festival Off de Aviñón en 2008, y fue escenificada después en el teatro del Petit-Montparnasse en primavera 2009 después de mostrarse de nuevo en el festival Off de Aviñón en 2009. El espectáculo también estuvo de gira en Francia, Suiza, Bélgica, Luxemburgo, hasta septiembre de 2010. La gira retomó en 2011 y se acabó definitivamente en mayo. Alice Belaïdi recibe el premio Molière de la revelación teatral 2010 por su interpretación.

### Revelación como cómica en Canal+ y papeles secundarios en el cine (2011-2014)

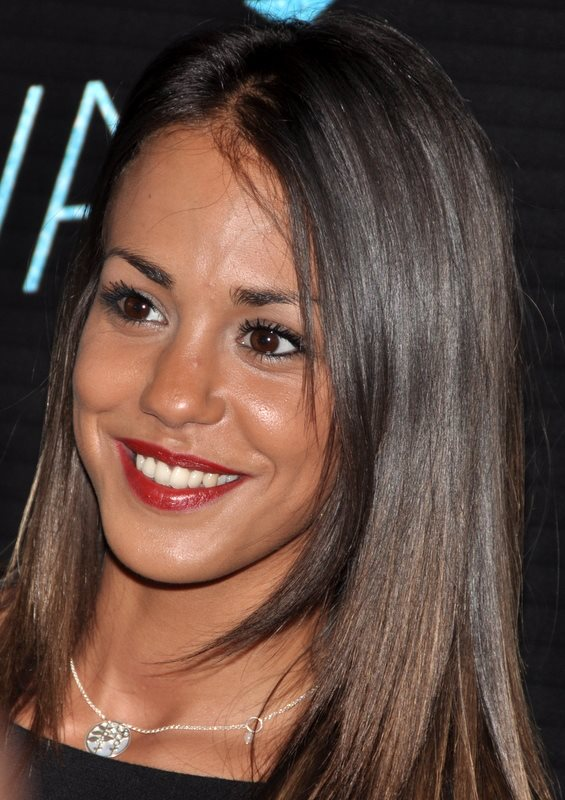
Alice Belaïdi en 2012 en la clausura del Festival Paris Cinéma.

En 2011 aparece por primera vez en el cine. Primeramente en una comedia con un presupuesto pequeño rodada en las afueras parisinas, nombrada Del aceite sobre el fuego. La actriz mantiene el primer rol femenino frente a la revelación de los Beaux Gosses, Vincent Lacoste. Después formando parte del gran elenco femenino que rodea a Déborah François en la comedia dramática Las Tribulaciones de una cajera, realizada por Piedra Rambaldi.
Ambas películas son de las flops y es a la televisión que la actora se hace verdad conocer. A marchar de abril de 2012, sobre el canal Canal+, forma con Clémence Faure un tándem de standardistes culottées y irrévérencieuses en la serie WorkinGirls, que cuenta el diario de una pyme. Ambas actrices retoman sus personajes para una miniserie humorística que les es totalmente dedicada, Sophie y Sophie. Esta es emitida en la popular emisión Le Gran Journal durante la temporada 2012-13.
WorkinGirls se emite durante cuatro temporadas y un téléfilm, difundidos hasta 2016. Paralelamente, Alice se aventura al cine. En 2012, se encuentra en el cartel de cuatro películas.
Con todo esto consigue su primer papel dramático en otra película de bajo presupuesto, Fleurs du mal, escrita y realizada por David Dusa. Mantiene sobre todo segundos roles en proyectos más populares: da la réplica a Sandrine Kiberlain, cabeza de cartel en el drama L'Oiseau, escrito y realizado por Yves Caumon ; después hace una corta pero más explosiva aparición en la comedia dramática Radiostars, de Romain Lévy, donde fue especialmente aclamada. Finalmente, mantiene un rol femenino de importancia en la comedia francesa de éxito del año, Los Kaïra, primera realización de Franck Gastambide.
En 2013, intenta de cambiar de registro de ser una hija de las afueras. Primeramente, manteniendo un segundo rol en la comedia romántica Hotel Normandy, de Charles Nemes. Después formando parte del casting de la comedia coral El Arte de la fugue, de Brice Cauvin; seguido de interpretar el remake Fonzy, una comedia puesta en imágenes por Isabelle Doval. Todas estas películas son sin embargo fracasos.

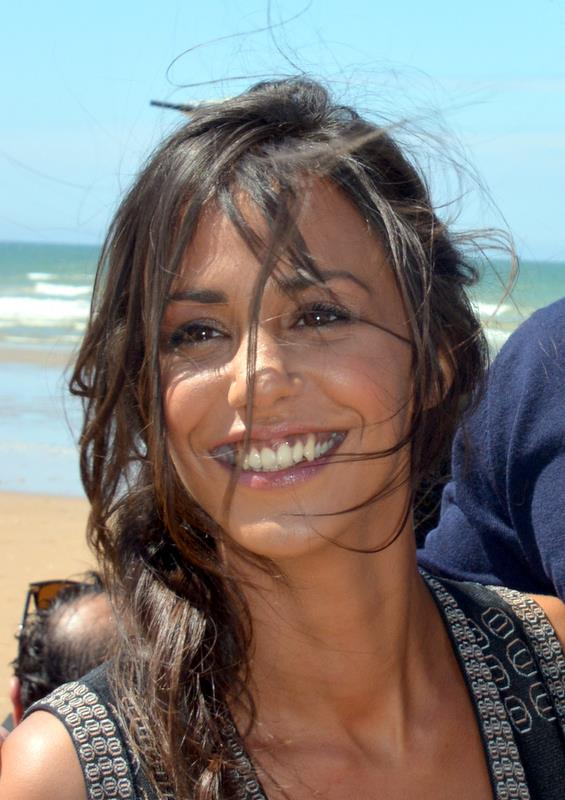
La actriz en el Festival de Cine de Cabourg 2014, para la presentación de Maestro.

En 2014, reanuda con el éxito, a la vez crítico con la comedia dramática Maestro, de Léa Fazer, para la cual se reencuentra con Déborah François, y comercial con la comedia al casting cuatro estrellas Bajo las faldas de las hijas, primera realización de la actora Audrey Dana, donde bordea actoras francesas confirmadas, permitiéndole imponerse como una nueva cara a seguir.

### Primeros roles y regreso sobre Canal + (desde 2015)
En 2015, permanece en la comedia popular interpretando una estrella del RnB para el buddy movie a la francesa Les Gorilles, de Tristan Aurouet que no será un éxito.
Vuelve en 2016 con tres proyectos. Primeramente, forma parte del casting femenino reunido por Audrey Estrougo en torno a la estrella Sophie Marceau en el drama carcelario La Taularde. Después será dirigida por Pascal Chaumeil en la comedia negra Un pequeño curro, donde interpretaba la protagonista femenina dando la réplica a Romain Duris y Michel Blanco. Finalmente, mantiene un pequeño rol en la comedia popular Père fils thérapie!, de Émile Gaudreault. La película pasa totalmente inadvertida.
En 2017, ella encadena dos primeros roles femeninos: primeramente, interpreta nuevamente a una chica del extrarradio para la comedia La Ascensión, de Ludovic Bernard. El largometraje, construido en torno a su cabeza de cartel, el valor ascendente en la comedia de Ahmed Sylla, es bien recibido por la crítica y encuentra un gran éxito en las salas. Este no es el caso de Si era un hombre, segunda realización de Audrey Dana, que está ajetreada por la crítica y fracasa en la taquilla.
A comienzos de 2018, la actriz forma parte del joven casting reunido por la actora Anne El Ny para su comedia dramática La Moneda de su pieza. Paralelamente, Alice prepara su regreso sobre Canal+. Después de haber participado en cinco episodios de la aclamada serie de espionaje El Despacho de las leyendas en 2016, ella interpretará el papel de uno de los protagonistas de la serie médica adaptada del multi-recompensado drama hospitalario Hipócrates, salido en 2014.

### Vida privada
Alice Belaïdi es pareja con el actor Gianni Giardinelli.